# Psyttalia advenator
Psyttalia advenator är en stekelart som först beskrevs av Fischer 1963.  Psyttalia advenator ingår i släktet Psyttalia och familjen bracksteklar. Inga underarter finns listade i Catalogue of Life.